# Armando Crisciani
Armando Crisciani (Trieste, 18 marzo 1902 – Mar Rosso, 3 aprile 1941) è stato un militare e marinaio italiano, decorato di medaglia d'oro al valor militare alla memoria nel corso della seconda guerra mondiale.

## Biografia
Nacque a Trieste il 18 marzo 1902.  
Dopo aver conseguito il diploma di capitano marittimo presso l'Istituto Nautico della sua città natale, nel 1922 fu chiamato a prestare servizio militare di leva nella Regia Marina, frequentando il corso per ufficiali di complemento presso la Regia Accademia Navale di Livorno. Nominato guardiamarina nel 1923 prestò servizio su varie unità della Squadra navale.
Posto in congedo per fine del periodo di ferma nel novembre dello stesso anno, venne iscritto nei ruoli della Riserva Navale, e nel 1931 fu promosso sottotenente di vascello. Quattro anni dopo fu richiamato in servizio attivo per esigenze eccezionali, partecipando alle operazioni militari in Spagna e nel corso delle operazioni di occupazioni dell'Albania (aprile 1939). In quello stesso anno fu promosso tenente di vascello.
All'atto dell'entrata in guerra del Regno d'Italia, avvenuta il 10 giugno 1940, partecipò alle operazioni belliche nelle acque dell'A.O.I., in qualità di vicecomandante del cacciatorpediniere Daniele Manin in forza alla 3ª Squadriglia di stanza nel Mar Rosso. Il 3 aprile 1941, il Daniele Manin, insieme ad altre unità, partecipò al tentativo diretto su Porto Sudan e durante la navigazione sull'obiettivo, l'unità venne sottoposta ad incessanti attacchi aerei, che la danneggiarono gravemente, immobilizzandola e allora il comandante, Araldo Fadin, ne ordinò l'autoaffondamento per evitarne la cattura. Rimasto al suo posto fino all'ultimo, già salvo su uno zatterino, si offrì volontario di ritornare a bordo per predisporre le cariche esplosive insieme al sottocapo silurista Ulderico Sacchetto e al direttore di macchina Rodolfo Batagelj. Tutti e tre rimasero uccisi quando il  cacciatorpediniere si capovolse ed affondò. Una via di Trieste e una Roma portano il suo nome.

### Fonti
1. 1 2 3  Alberini, Prosperini 2016, p. 163.
2. 1 2 3 4  Marina Difesa.
3. 1 2  Combattenti Liberazione.
4. 1 2 3  Alberini, Prosperini 2016, p. 164.
5. ↑   Armando Crisciani, su Quirinale.it. URL consultato il 20 novembre 2018.